# Valeriy Broshin
Valeriy Viktorovich Broshin, em russo, Валерий Викторович Брошин (São Petersburgo, 19 de outubro de 1962 - Moscou, 5 de março de 2009), foi um futebolista russo.
Jogou por 22 anos, sendo mais identificado com o Zenit São Petersburgo, onde competiu de 1980 a 1985 e em 1994, tendo participado da única conquista do clube no campeonato soviético (em 1984); e com o CSKA Moscou, onde jogou de 1986 a 1991, em 1993 e 1994, tendo também conquistado um campeonato da URSS na equipe moscovita (o último disputado, o de 1991). Como jogador do CSKA, foi à Copa do Mundo de 1990, a última disputada pela Seleção Soviética (pela qual jogou três partidas).
Em 1997, o meia foi convidado para jogar uma temporada no Kopetdag Asgabate, da capital do Turcomenistão, conquistando o campeonato local. Acabou recebendo a cidadania do país e ele, que não fora lembrado pela Seleção Russa (após o fim da União Soviética), disputou algumas partidas pela Seleção Turcomena entre 1997 e 1998.
Broshin encerrou a carreira em 2002, como jogador e técnico do Gomel, da Bielorrússia.

## Morte
Valeriy Broshin faleceu em 5 de março de 2009, aos 46 anos, em decorrência de um câncer.